# Долна-Митрополия (община)
Долна-Митрополия (болг. Община Долна Митрополия) — община в Болгарии. Входит в состав Плевенской области. Население составляет 23 845 человек (на 21.07.05 г.).

## Состав общины
В состав общины входят следующие населённые пункты:
1. Байкал
2. Биволаре
3. Божурица
4. Брегаре
5. Горна-Митрополия
6. Гостиля
7. Долна-Митрополия
8. Комарево
9. Крушовене
10. Ореховица
11. Победа
12. Подем
13. Рибен
14. Славовица
15. Ставерци
16. Трыстеник

## Политическая ситуация
Кмет (мэр) общины Долна-Митрополия — Александр Пенков Печеняков (Болгарская социалистическая партия (БСП)) по результатам выборов.

## Археология
Обнаруженная на краю плевенской деревни Рибен глиняная плитка с письменными знаками-пиктограммами датируется возрастом 5000 лет до нашей эры.